# Ḩabābeh-ye Vostá
Ḩabābeh-ye Vostá är en ort i Iran.   Den ligger i provinsen Khuzestan, i den centrala delen av landet, 600 km söder om huvudstaden Teheran. Ḩabābeh-ye Vostá ligger 28 meter över havet och antalet invånare är 127.
Terrängen runt Ḩabābeh-ye Vostá är platt åt sydväst, men åt nordost är den kuperad. Runt Ḩabābeh-ye Vostá är det ganska tätbefolkat, med 62 invånare per kvadratkilometer. Närmaste större samhälle är Aghajari, 6,7 km nordost om Ḩabābeh-ye Vostá. Trakten runt Ḩabābeh-ye Vostá är ofruktbar med lite eller ingen växtlighet.